# Apiomorpha sloanei
Apiomorpha sloanei är en insektsart som först beskrevs av Walter Wilson Froggatt 1898.  Apiomorpha sloanei ingår i släktet Apiomorpha och familjen filtsköldlöss. Inga underarter finns listade i Catalogue of Life.